# Burton Richter
Burton Richter (New York, 22 maart 1931 – Stanford, 18 juli 2018) was een Amerikaans natuurkundige. Voor de ontdekking van het elementair deeltje J/ψ-meson kreeg hij samen met Samuel Ting in 1976 de Nobelprijs voor de Natuurkunde.

## Biografie
Burton Richter werd geboren in Brooklyn als zoon van de Joodse ouders Abraham Richter en Fanny Pollack. Hij groeide op in het New Yorkse stadsdeel Queens waar hij de Far Rockaway High School bezocht, de highschool die ook door de Nobelprijswinnaars Baruch Samuel Blumberg en Richard Feynman werd bezocht.
Na de Marcersburg Academy in Pennsylvania ging hij natuur- en scheikunde studeren aan de Massachusetts Institute of Technology (MIT), waar hij in 1952 zijn bachelor behaalde en in 1956 zijn doctoraat (Ph.D.) Zijn thesis betrof de fotoproductie van pi-mesonen uit waterstof.
Na kort gewerkt te hebben bij het Brookhaven National Laboratory (1956) kwam hij als post-grad student terecht op het High-Energy Physics Laboratory van de Stanford-universiteit (1956-67). Van 1967 tot 1984 was hij hoogleraar natuurkunde aan Stanford. In 1984 werd hij benoemd tot Paul Pigott Professor in the Physical Sciences, terwijl hij gelijktijdig directeur was van het Stanford Linear Accelerator Center (SLAC).
Als hoogleraar aan Stanford was Richter de drijvende kracht achter het ontwerp en de constructie van de Stanford Positron-Electron Asymmetric Ring (SPEAR), een elektronenversneller met opslagringen, met hulp van David Ritson en met ondersteuning van de Atoomenergiecommissie van de Verenigde Staten. In 1974 ontdekte hij hiermee samen met zijn onderzoeksgroep een nieuw subatomair deeltje, dat hij ψ (psi) noemde. De ontdekking van dit deeltje was het eerste bewijs voor het bestaan van een vierde quark, namelijk het charm-quark. Ongeveer gelijktijdig werd dezelfde ontdekking ook gedaan door Samuel Ting en zijn groep aan het Brookhaven National Laboratory (BNL), maar hij noemde het deeltje J. Voor de ontdekking van het J/ψ-meson kregen Richter en Ting gezamenlijk in 1976 gezamenlijk de Nobelprijs voor Natuurkunde. 
Later in zijn carrière hield Richter zich bezig met diverse energievraagstukken, onder andere als adviseur kernenergie voor het Amerikaanse ministerie voor energie. Ook is hij auteur van het werk: Beyond Smoke and Mirrors: Climate Change and Energy in the 21st Century (2010). In 2014 ontving hij, tijdens een Witte Huis-ceremonie van President Barack Obama, de National Medal of Science.